# Cambira
Cambira es un municipio brasilero del estado del Paraná.

## Historia
Cambira se emancipó de Apucarana por la Ley Estatal n.º 4338, del 25 de enero de 1961, siendo instalado el 22 de octubre del mismo año.
Cambira también significa una enredadera de flor púrpura por la cual se originó el nombre de la ciudad.

## Geografía
Posee una área es de 162,635 km² representando 0,0816 % del estado, 0,0289 % de la región y 0,0019 % de todo el territorio brasilero. Se localiza a una latitud 23°34'58" sur y a una longitud 51°34'40" oeste. Su población estimada en 2005 era de 6.899 habitantes.

### Demografía
Datos del Censo - 2000
Población total: 6.688
- Urbana: 4.194
- Rural: 2.494
- Hombres: 3.434
- Mujeres: 3.254

Índice de Desarrollo Humano (IDH-M): 0,767
- IDH-M Salario: 0,662
- IDH-M Longevidad: 0,800
- IDH-M Educación: 0,839

## Administración
- Prefecto: Maria Neusa Rodrigues Bellini (2009/2012)
- Viceprefecto: Antonio Joani (2009/2012)
- Presidente de la cámara: Manoel Luiz Nochi (2009/2010)